# Fantasy Fair and Magic Mountain Music Festival

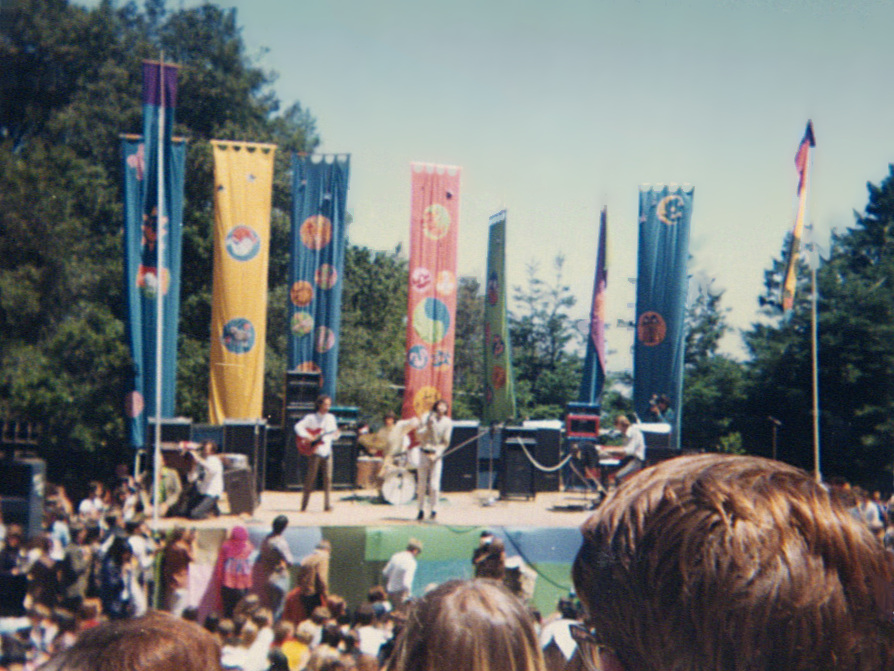
Skupina The Doors při koncertu na tomto festivalu

Fantasy Fair and Magic Mountain Music Festival byl hudební festival, který proběhl ve dnech 10. a 11. června 1967 v Marin County v Kalifornii. Festivalu se zúčastnilo nejméně 36 000 lidí a stal se jednou z částí Léta lásky.

## Účinkující

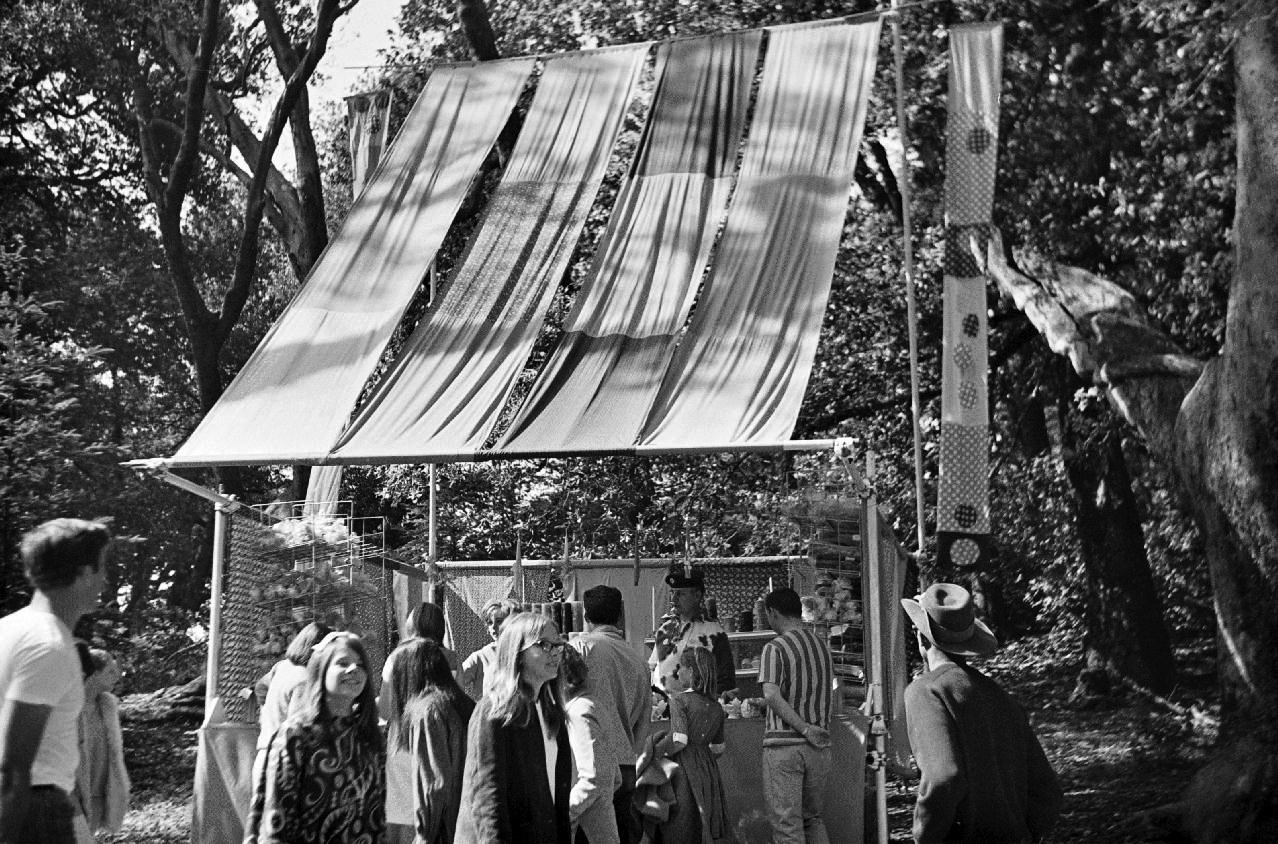
Jeden z mnoha stánků na festivalu

### Sobota 10. června 1967
- Mount Rushmore
- Rodger Collins
- Dionne Warwick
- The Doors
- The Lamp of Childhood
- Canned Heat
- Jim Kweskin Jug Band
- Spanky and Our Gang
- Blackburn & Snow
- The Sparrow
- Every Mother's Son
- Kaleidoscope
- The Chocolate Watch Band
- The Mojo Men
- The Merry-Go-Round

### Neděle 11. června 1967
- Sons of Champlin
- Jefferson Airplane
- The Byrds with Hugh Masekela
- P. F. Sloan
- Captain Beefheart & the Magic Band
- The Seeds
- The Grass Roots
- The Loading Zone
- Tim Buckley
- Every Mother's Son
- Steve Miller Blues Band
- Country Joe and the Fish
- The 5th Dimension
- The Lamp of Childhood
- The Mystery Trend
- Penny Nichols
- The Merry-Go-Round
- New Salvation Army Band